# Thundersteel
Thundersteel - немецкая пауэр-метал-группа, сформированная в 1991 году. Свой последний релиз коллектив выпустил в 1994 году и с тех пор никакой творческой активности не проявлял. За период своего существования группа выпустила две демозаписи, один EP и один полноформатный альбом.

## История
Музыкальный коллектив Thundersteel был сформирован в 1991 году. В год основания команда записывает демо-ленту Thunder and Steel, после чего получает возможность выступить на "разогреве" у таких групп, как Tankard, Erosion и Headhunter. В 1993 году записывается вторая демо-лента Heavy, Loud & Mean, которая заинтересовала лейбл Black Mark Records. На этом лейбле в 1994 году сначала вышел EP Flash and Thunder, а потом и полноформатный альбом Thundersteel. Музыкально релиз содержал нестандартный материал со включением некоторых элементов трэша и, порой, панка. Однако альбом не принёс коллективу успеха и вскоре Thundersteel распались. На тот момент состав группы выглядел следующим образом: Нильс Ланге - вокал, Геррит Шафер и Свен Семмерлродт - гитара, Норман Шафер - ударные и Ральф Дречслер - бас.

## Участники

### Последний известный состав
- Нильс Ланге (Nils Lange) - вокал
- Геррит Шафер (Gerrit Schäfer) - гитара
- Свен Семмерлродт (Sven Semmerlrodt) - гитара
- Ральф Дречслер (Ralf Drechsler) - бас
- Норман Шафер (Norman Schäfer) - ударные

### Бывшие участники
- Manfred Fink
- Jochen Haase - вокал

## Дискография
- 1991 - Thunder and Steel (демо)
- 1993 - Heavy, Loud & Mean (демо)
- 1994 - Flash and Thunder (EP)
- 1994 - Thundersteel